# 점화 (심리학)
프라이밍(점화點火, priming)은 하나의 자극에 노출됨으로써 의식적인 지침이나 의도 없이 후속 자극에 대한 반응에 영향을 미치는 현상이다. 예를 들어, NURSE라는 단어는 BREAD라는 단어 뒤에 있을 때보다는 DOCTOR라는 단어 뒤에 있을 때 더 빨리 인식된다. 프라이밍은 지각, 연상, 반복, 긍정, 부정, 감정, 의미 또는 개념일 수 있다. 그러나, 연구는 아직 프라이밍 효과의 지속 기간을 확실하게 정립하지 못하고 있지만, 그 시작은 거의 즉흥적일 수 있다.
프라이밍은 두 자극이 같은 양상에 있을 때 가장 효과적으로 작용한다. 예를 들어 시각적 프라이밍은 시각적 단서와 가장 잘 작동하고 언어적 단서로 가장 잘 작동한다. 그러나 프라이밍은 양상 또는 "의사"와 "간호사"와 같은 의미 적으로 관련된 단어 사이에서 발생한다.

## 종류

### 긍정적, 부정적 프라이밍
긍정적 및 부정적 프라이밍이라는 용어는 프라이밍이 처리 속도에 영향을 미치는 경우를 가리킨다. 긍정적인 프라임은 처리 속도를 높이는 반면, 부정적인 프라임은 속도를 비프라임 수준보다 느리게 낮춘다. 긍정적인 프라이밍은 단순히 자극을 경험하는 것에 의해 야기된다. 부정적인 프라이밍은 자극을 경험한 후 무시함으로써 발생한다. 소수가 의식적으로 보이지 않더라도 긍정적인 점화 효과가 발생한다. 사건 관련 잠재력(ERP) 판독에서 양성 및 음성 프라이밍의 효과가 나타난다.
양성 프라이밍은 활성화가 확산되어 발생하는 것으로 생각된다. 이것은 첫 번째 자극이 어떤 행동이나 과제를 수행하기 직전에 기억 속에 있는 특정 표현이나 연관성의 일부를 활성화시킨다는 것을 의미한다. 표현은 이미 두 번째 자극에 맞닥뜨렸을 때 부분적으로 활성화되기 때문에 의식적으로 그것을 인식하기 위해서는 추가적인 활성화가 덜 필요하다.
부정적인 프라이밍은 설명하기가 더 어렵다. 많은 모델들이 가설을 세워졌지만, 현재 가장 널리 받아들여지고 있는 것은 산만한 억제와 성공적 검색 모델이다. 산만한 자극 억제 모델에서는 무시된 자극의 활성화가 뇌에 의해 억제된다. 성공적 검색모델은 무시된 항목은 뇌에 의해 '무응답'으로 표시된다는 가설을 세운다. 나중에 뇌가 이 정보를 되찾기 위해 행동할 때 태그는 충돌을 일으킨다. 이 갈등을 해결하는 데 걸리는 시간은 부정적인 프라이밍을 야기한다. 비록 두 모델 모두 여전히 유효하지만, 최근의 과학 연구로 과학자들은 산만제 억제제 모델에서 멀어지게 되었다.

### 지각과 개념적 프라이밍
지각적 프라이밍과 개념적 프라이밍의 차이는 형태가 비슷한 항목이나 의미가 비슷한 항목이 각각 준비되는지 여부다.
지각 프라이밍은 자극의 형태에 기초하며 초기 자극과 후기 자극의 일치에 의해 강화된다. 지각적 프라이밍은 자극의 양식과 정확한 형식에 민감하다. 지각 프라이밍의 예로는 단어 계통 완성 시험에서 불완전한 단어를 식별하는 것이다. 시각적 프라임의 표시는 작업하기 위해 이후의 시험 프레젠테이션과 완벽하게 일치할 필요는 없다. 예를 들어, 연구들은 자극의 절대적 크기가 다양할 수 있고 여전히 준비의 중요한 증거를 제공할 수 있다는 것을 보여주었다.
개념적 프라이밍은 자극의 의미에 기초하고 의미론적 과제에 의해 강화된다. 예를 들어 테이블과 의자는 동일한 범주에 속하기 때문에 테이블은 의자에 프라이밍 효과를 나타낸다.

### 반복
직접 프라이밍이라고도 하는 반복 프라이밍은 양성 프라이밍의 일종이다. 자극이 경험되면 그것 또한 준비된다. 이것은 자극의 나중의 경험들이 뇌에 의해 더 빨리 처리될 것이라는 것을 의미한다. 어휘적 의사결정 과제의 단어에서 이러한 효과가 발견되었다.

### 의미

이 이미지는 다른 종류의 프라이밍에서 만들어진 프라이밍 웹을 보여준다. 이 웹의 선은 개인이 가질 수 있는 연관성을 나타낸다. 만약 두 단어가 웹에서 더 밀접하게 연관되어 있다면, 그들은 가까운 단어로 준비되었을 때 더 빨리 인식될 가능성이 높다. 점선은 형태소 프리즘, 즉 서로 비슷하게 들리는 단어의 프리즘을 나타내고, 직선은 의미소모 프리타임이나 서로 관련되는 의미 또는 연관성이 있는 단어를 나타낸다.

의미 프라이밍에서 프라임과 대상은 동일한 의미 범주 및 공통된 특징에서 온다. 예를 들어, 개라는 단어는 늑대의 의미론적 프라임인데, 그 둘은 비슷한 동물이기 때문이다. 의미 프라이밍은 연상 네트워크 내에서 활성화를 확산시키기 때문에 효과가 있다고 이론화된다. 어떤 사람이 어떤 범주의 한 항목을 생각할 때, 비슷한 항목은 뇌에 의해 자극을 받는다. 비록 그것들이 단어가 아니더라도, 형태소는 그것들을 포함하는 완전한 단어들을 준비 할 수 있다. 이것의 예로는 형태소 '심리학'이 '심리학'이라는 단어에 가장 적합할 수 있다는 것이다.
더 자세한 내용을 뒷받침하기 위해, 개인이 어떤 단어를 처리할 때 때때로 그 단어가 의미론적으로 연결되었을 때 영향을 받을 수 있다. 이전의 연구는 상승 시간이 빠르고 붕괴 시간이 성급한 프라이밍 효과를 중심으로 수행되었다. 예를 들어, 도널드 프로스트의 실험은 목록과 문장에서 의미 촉진제의 붕괴 시간을 연구했다. 세 가지 실험을 했는데 리스트가 아닌 문장에서 단어가 발생할 때 단어 내 의미적 관계가 다르다는 것을 발견했다. 따라서, 진행 중인 담화 모델을 지원한다.

### 연관성 프라이밍
연상 프라이밍에서 대상은 프라임과 함께 나타날 가능성이 높은 단어로서, 그것과 "연관"되지만 의미적 특징에는 반드시 연관되지 않는다. 개는 그 단어들이 밀접하게 연관되어 있고 자주 함께 나타나기 때문에 고양이의 연상 프라임이다.유사한 효과를 문맥 프라이밍이라고 한다. 컨텍스트 프라이밍은 컨텍스트를 사용하여 해당 컨텍스트에서 발생할 가능성이 높은 자극에 대한 처리 속도를 높임으로써 작동한다. 이 효과의 유용한 적용은 쓰여진 텍스트를 읽는 것이다. 문장의 문법과 어휘는 문장 후반에 일어날 단어에 대한 문맥적 단서를 제공한다. 이런 후기 단어들은 혼자 읽었을 때보다 더 빨리 처리되고, 더 어렵거나 흔치 않은 단어들에 대해서는 그 효과가 더 크다.

### 반응 프라이밍
시각적 지각과 운동 조절의 심리학에서 반응 프라이밍이라는 용어는 시각적 감각의 프라이밍 효과의 특별한 형태를 나타낸다. 반응 프라이밍의 독특한 특징은 프라이밍과 타겟이 빠른 연속(일반적으로 100밀리초 미만의 간격)으로 표시되고 동일하거나 대체 모터 반응에 결합된다는 것이다. 대상 자극의 분류를 위해 과속 운동 반응을 수행할 때, 대상 바로 앞의 프라임이 대상으로서 다른 반응에 할당되었을 때 반응 충돌을 유발할 수 있다. 이러한 반응 충돌은 운동 동작에 관측 가능한 영향을 미치며, 예를 들어 반응 시간 및 오류 발생률과 같은 프라이밍 효과를 초래한다. 대응 프라이밍의 특별한 특성은 프라임의 시각적 인식으로부터 독립적이다. 예를 들어 반응 프라이밍 효과는 프라임의 시각적 인식이 감소하는 조건에서 증가할 수 있다.

### 위장 프라이밍
위장 프라이밍 패러다임은 시각적 단어 인식 중 맞춤법과 음운학적 활성화를 모두 조사하기 위해 지난 20년 동안 널리 사용되어 왔다. 포스터는 프라임과 타겟의 관계에 대한 의식적인 감상이 효과적으로 제거되고, 따라서 프라임을 전략적으로 사용하여 의사결정을 할 수 있는 피험자의 능력을 제거하기 때문에 위장 프라이밍은 보다 순수한 프라이밍 형태라고 주장해 왔다. 수많은 실험의 결과는 가시적인 프라이밍으로 발생하기 매우 어려운 특정한 형태의 프라이밍이 발생한다는 것을 보여준다.

### 친절 프라이밍
친절 프라이밍은 대상자가 친절 행위를 경험하고 그 후에 긍정적인 자극을 만났을 때 더 낮은 활성화 임계값을 경험할 때 발생하는 특정한 형태의 프라이밍이다. 친절 프리밍의 독특한 특징은 긍정적인 연상 네트워크의 활성화 증가와 더불어 일시적으로 부정적인 자극에 대한 저항력을 증가시킨다는 것이다. 이러한 형태의 프라이밍은 프라이밍에 영향을 미치는 것과 밀접한 관련이 있다.

### 감정적 프라이밍
감정적 또는 영향적 프라이밍은 사람, 아이디어, 사물, 상품 등의 평가를 수반하며, 그러한 사물의 신체적 특징뿐만 아니라, 감정적 맥락에 근거한다. 감정적 프라이밍에 대한 대부분의 연구와 개념은 긍정적, 중립적 또는 부정적 프라이밍에 따른 자극을 평가하거나 반응하도록 요구받는 감성적 프라이밍 패러다임에서 비롯된다. 일부 연구에서는 발란스(긍정 대 부정)가 흥분(낮음 대 낮음)보다 강한 영향을 미친다고 한다. 감정적 프라이밍은 또한 프라이밍이 의식적 자각으로 거의 들어가지 않을 때 더 확산되고 더 강해질 수 있다.

### 문화적 프라이밍
문화적 프라이밍은 문화 프레임 전환과 자기 개념과 같은 사건 및 기타 개념을 사람들이 어떻게 해석하는지 이해하기 위해 교차 문화 심리학과 사회 심리학 분야에서 사용되는 기법이다. 예를 들어, 흥과 그의 동료들은 참가자들에게 미국 국회의사당 건물과 중국 사찰과 같은 문화와 관련된 다른 이미지들을 보여주고 나서 물고기 떼 앞에서 헤엄치는 물고기 떼를 본다. 후자에 노출되면 홍콩 참가자들은 집단주의적 방식으로 추론할 가능성이 높다.이와는 대조적으로, 서양의 이미지를 보는 그들의 상대는 역반응을 주고 그 개별적인 물고기에 더 초점을 맞출 가능성이 더 높다. 문화 아이콘이 서로 다른 양문화 사회 사람들은 문화적으로 활성화된 귀인을 만드는 경향이 있다. 한 가지 방법은 문화적 소명 업무의 일종인 대명사 순환 과제로서, 참가자들에게 단락을 읽는 동안 "우리", "우리", "나" 그리고 "나"와 같은 대명사들을 의식적으로 동그라미 치도록 요구하는 것을 포함한다.

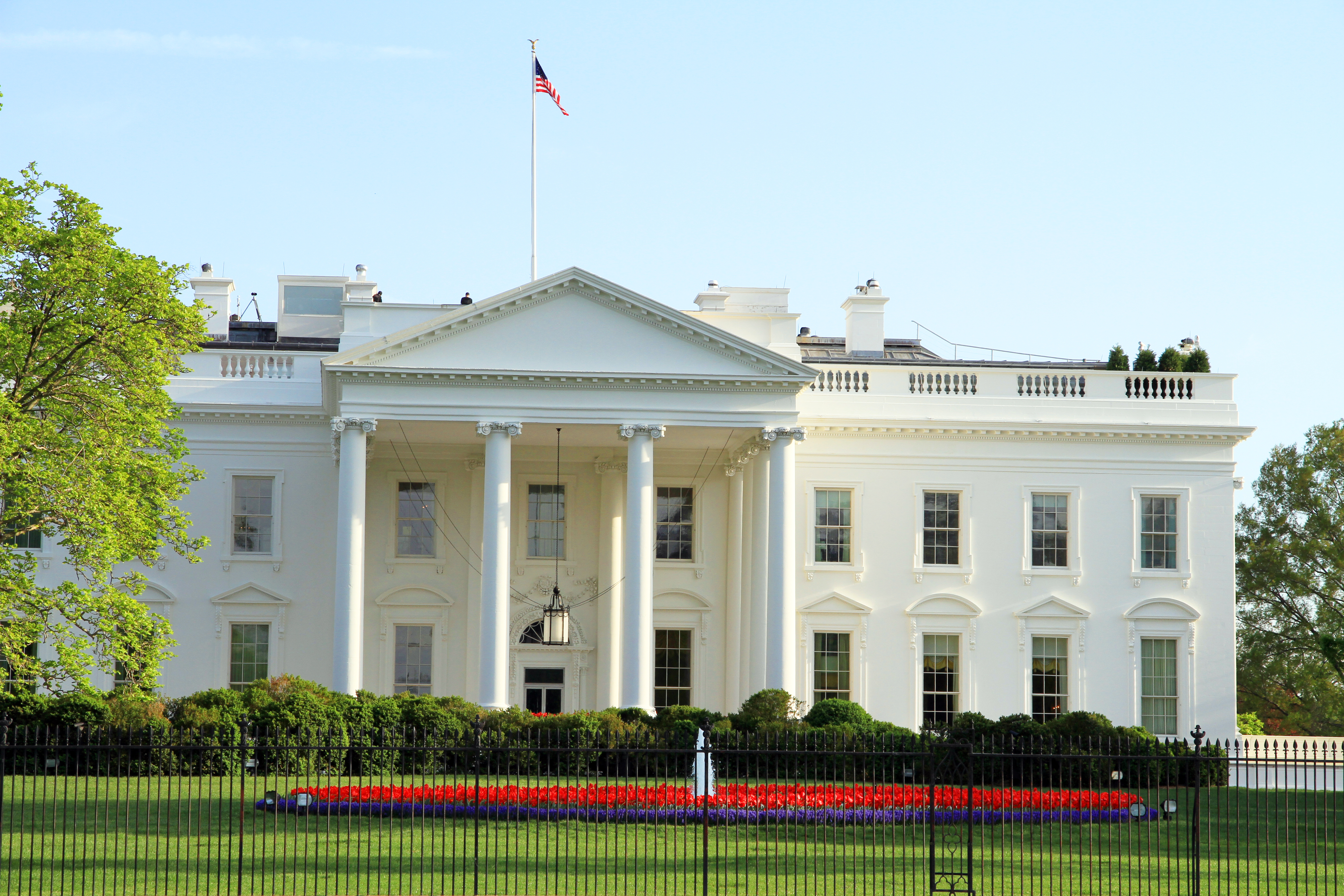
Priming with different cultural knowledge alter the way people think.
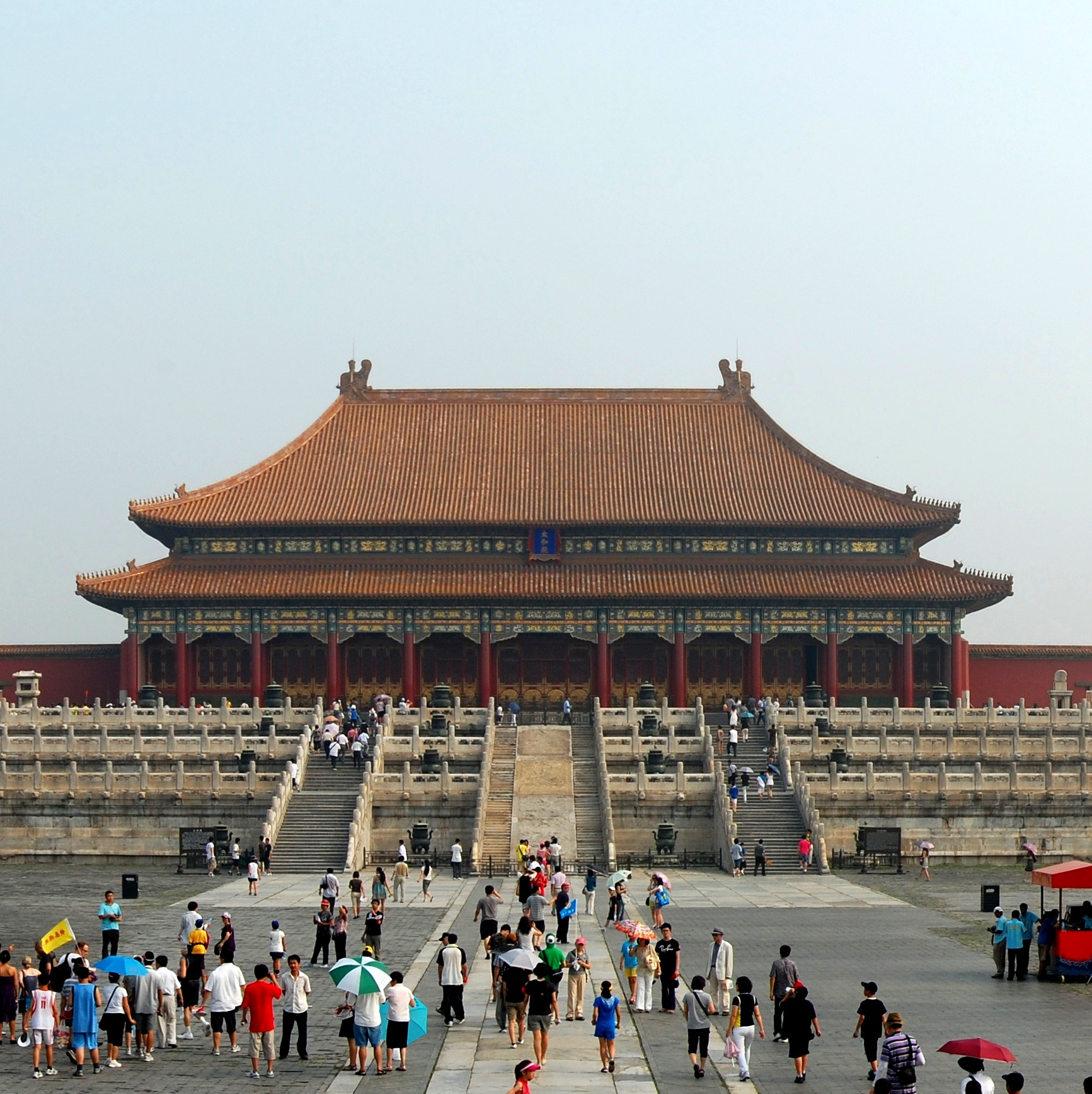
Priming with different cultural knowledge alter the way people think.

### 안티 프라이밍
안티 프라이밍은 정보의 표현이 중복되고 경쟁할 때 최근에 다른 정보가 처리되기 때문에 정보 처리에서 측정 가능한 손상이다. 사용 후 한 가지 표현을 강화하면 해당 품목에 대한 프라이밍은 물론 일부 다른 비반복 품목에 대한 프라이밍도 방지된다. 예를 들어, 한 연구에서 오래된 한자의 식별 정확도는 기준선 측정치(즉, 프라이밍 효과)보다 유의하게 높은 반면, 새로운 문자의 식별 정확도는 기준선 측정치(즉, 반선호화 효과)보다 유의하게 낮았다. 안티 프라이밍은 반복 프라이밍의 자연적인 대조라고 하며, 두 물체가 구성요소 특성을 공유할 때 나타나기 때문에 중복된 표현을 갖는다. 그러나 한 연구는 반복적인 프라이밍 효과가 관찰되었음에도 불구하고 그림 이름 지정 연구에서 프라이밍 방지 효과를 찾지 못했다. 연구자들은 프라이밍 방지 효과가 작은 시간 틀에서 관찰되지 않을 수 있다고 주장한다.

## 점화효과
점화효과(點火效果,priming effect) 또는 프라이밍(priming)은 신경과학 및 심리학에서 앞서 접한 정보가 다음에 접하는 정보의 해석ㆍ이해에 영향을 주는 심리 현상을 가리킨다.

## 같이 보기
- 비서술 기억
- 래리 스콰이어